# Martin Scharf
Martin Scharf (* 1. März 1963 in Neunburg vorm Wald) ist ein deutscher Politiker (Freie Wähler). Seit der Landtagswahl 2023 ist er Mitglied des bayerischen Landtags.

## Leben
Martin Scharf wurde in Neunburg vorm Wald geboren und hat fünf Geschwister. Er besuchte das Robert-Schuman-Gymnasium in Cham. Im Anschluss an den Wehrdienst studierte er in Regensburg Rechtswissenschaft. Sein Referendariat absolvierte er in Regensburg, Bad Kötzting und Istanbul. Seit 1993 arbeitet er als Rechtsanwalt in Torgau, Regensburg, Rötz und Neunburg.
Er ist seit 1998 politisch tätig, seit 1998 stellvertretender Vorsitzender, seit 2000 Vorsitzender der Freien Wähler Neunburg und seit 2024 Kreisvorsitzender der Freien Wähler. Seit 2002 ist Martin Scharf Stadtrat in Neunburg vorm Wald und seit 2014 Kreisrat im Landkreis Schwandorf. Er ist Fraktionssprecher der Freien Wähler in Neunburg vorm Wald und im Kreis Schwandorf. 2023 erzielte er bei der Landtagswahl in Bayern das zweitbeste Ergebnis in der Oberpfalz und zog als Listenkandidat in den Bayerischen Landtag ein.
Scharf ist in der 19. Wahlperiode des Bayerischen Landtags Mitglied im Ausschuss für Bundes- und Europaangelegenheiten sowie regionale Beziehungen sowie im Ausschuss für Verfassung, Recht, Parlamentsfragen und Integration. Er ist stellvertretender Vorsitzender des Maßregelvollzugsbeirates Klinik für Forensische Psychiatrie und Psychotherapie am Bezirksklinikum Regensburg und stellvertretender Vorsitzender des Anstaltsbeirates JVA Regensburg. Er ist außerdem Mitglied der Richterinnen- und Richter-Wahl-Kommission.
Scharf ist seit 1990 verheiratet und hat drei Kinder.